# Methyleendithiocyanaat
Methyleendithiocyanaat is een organische verbinding met twee thiocyanaatgroepen verbonden aan een methyleengroep. Het is een gele tot oranjegele, giftige kristallijne of poedervormige stof.

## Synthese
Methyleendithiocyanaat wordt gevormd door reactie van ammonium-, natrium- of kaliumthiocyanaat met dibroommethaan of di-joodmethaan:
{\displaystyle \mathrm {2\ NaSCN\ +\ CH_{2}I_{2}\longrightarrow \ CH_{2}(SCN)_{2}\ +\ 2\ NaI} }
Dichloormethaan of difluormethaan zijn niet geschikt.

## Toepassingen
Methyleendithiocyanaat wordt gebruikt als actief ingrediënt in industriële biociden. Het wordt vooral in koelwatercircuits en in papierfabrieken aangewend om de aangroei van algen, schimmels en bacteriën te verhinderen. Het is in lage concentraties effectief en relatief goedkoop. De stof wordt ook gebruikt als conserveermiddel in latexemulsies en oliën voor metaalbewerking. Deze toepassing is niet meer toegelaten in de Europese Unie, evenmin als het gebruik van de stof als conserveermiddel in conserven of als desinfecterend middel voor privégebruik of voor de openbare gezondheidszorg.

## Toxicologie en veiligheid
Methyleendithiocyanaat reageert heftig met oxidatiemiddelen en met sterke basen. Ze is weinig oplosbaar in water, maar wel in organische oplosmiddelen. Ze ontleedt langzaam in water.
Blootstelling aan de stof kan gebeuren via de huid, door inslikken of door inademen van stof of poederdeeltjes. Bij opstuivend poeder kan snel een zeer giftige concentratie in de lucht ontstaan. De stof werkt irriterend op de ogen en de ademhalingsorganen. Ze kan een invloed hebben op het centrale zenuwstelsel met als gevolg verlaagde bloeddruk, desoriëntatie, hallucinaties en coma; dit is gelijkaardig aan een cyanidevergiftiging. Blootstelling aan een hoge concentratie kan dodelijk zijn.
Bij langdurig of herhaaldelijk contact kan methyleendithiocyanaat de huid overgevoelig maken en een eczeemachtige huidaandoening veroorzaken. De stof kan ook orgaanafwijkingen in het maag-darmkanaal veroorzaken.